# Maria del Mar
Pour les articles homonymes, voir del Mar et del Castillo.
 (décembre 2023).
La mise en forme du texte ne suit pas les recommandations de Wikipédia : il faut le « wikifier ».
Les points d'amélioration suivants sont les cas les plus fréquents :
- Les titres sont pré-formatés par le logiciel. Ils ne sont ni en capitales, ni en gras.
- Le texte ne doit pas être écrit en capitales (les noms de famille non plus), ni en gras, ni en italique, ni en « petit »…
- Le gras n'est utilisé que pour surligner le titre de l'article dans l'introduction, une seule fois.
- L'italique est rarement utilisé : mots en langue étrangère, titres d'œuvres, noms de bateaux, etc.
- Les citations ne sont pas en italique mais en corps de texte normal. Elles sont entourées par des guillemets français : « et ».
- Les listes à puces sont à éviter, des paragraphes rédigés étant largement préférés. Les tableaux sont à réserver à la présentation de données structurées (résultats, etc.).
- Les appels de note de bas de page (petits chiffres en exposant, introduits par l'outil «  Source ») sont à placer entre la fin de phrase et le point final[comme ça].
- Les liens internes (vers d'autres articles de Wikipédia) sont à choisir avec parcimonie. Créez des liens vers des articles approfondissant le sujet. Les termes génériques sans rapport avec le sujet sont à éviter, ainsi que les répétitions de liens vers un même terme.
- Les liens externes sont à placer uniquement dans une section « Liens externes », à la fin de l'article. Ces liens sont à choisir avec parcimonie suivant les règles définies. Si un lien sert de source à l'article, son insertion dans le texte est à faire par les notes de bas de page.
- La présentation des références doit suivre les conventions bibliographiques. Il est recommandé d'utiliser les modèles {{Ouvrage}}, {{Chapitre}}, {{Article}}, {{Lien web}} et/ou {{Bibliographie}}. Le mode d'édition visuel peut mettre en forme automatiquement les références.
- Insérer une infobox (cadre d'informations à droite) n'est pas obligatoire pour parachever la mise en page.

Pour une aide détaillée, merci de consulter Aide:Wikification.
Si vous pensez que ces points ont été résolus, vous pouvez retirer ce bandeau et améliorer la mise en forme d'un autre article.
Maria del Mar del Castillo, ayant pour nom d'artiste Maria del Mar, est une actrice canadienne née le 1er juin 1964 à Madrid en Espagne.

## Biographie
Maria del Mar a tenu des rôles récurrents dans des séries telles que Street Legal, TekWar, Space Hospital, Relativity, Blue Murder, Terminal City et Les Enquêtes de Murdoch.
Elle a été mariée au scénariste Guy Mullally. Le couple a eu 2 enfants, une fille prénommée Paloma et un fils prénommé Gabriel. Elle partage aujourd'hui son temps entre Los Angeles et Toronto.
Son interprétation dans A Touch of Grey (2009) lui a valu un Canadian Comedy Award lors de la 13ème cérémonie pour le meilleur rôle féminin. Elle a été nommée en 2001 au Gemini Award lors de sa 16ème édition pour la meilleure performance en tant qu'actrice sur un rôle dramatique récurrent dans Blue Murder.

## Filmographie

### Cinéma
- 1988 : Kamilla and the Thief : Petra
- 1994 : Cold Sweat : Joanne
- 1994 : Eclipse : Sarah
- 2000 : Price of Glory : Rita Ortega
- 2001 : Diary of a Sex Addict : Vita
- 2003 : The Dog Walker : narratrice
- 2004 : The Skulls 3 : détective Valdez
- 2005 : My Last Confession : Margaret Riley
- 2006 : Jekyll + Hyde : professeur Poole
- 2007 : 14 Days in Paradise : Barbara
- 2009 : A Touch of Grey : Barb
- 2010 : Drop Zone : Fiji
- 2012 : C.E.O. : Juliette
- 2012 : Looking is the Original Sin : Helene
- 2013 : Blackline - The Neirut Contract : Autumn
- 2014 : Devil's Mile : Cally
- 2015 : No Deposit : Maureen Ryan

### Télévision
- 1987 : The Disney Sunday Movie : non créditée, épisode The Liberators
- 1988 : Paire d'as (série TV) : épisode By the Book[4]
- 1988 : The Child Saver : Lola
- 1988 : Brigade de nuit (série TV) : Leoni Drake, épisode Goodbodies
- 1989 : Superkid (série TV) : Patricia, épisode The Video Connection
- 1989 : War of the Worlds (série TV) : Estelle, épisode He Feedeth Among the Lillies
- 1989 - 1991 : E.N.G. (série TV) : Martha Antonelli (9 épisodes)
- 1990 : The Kids in the Hall (série TV) : Miriam (épisode 1.18)
- 1991 - 1994 : Street Legal (série TV) : Laura Crosby (rôle principal, 48 épisodes)
- 1992 : Revolver (téléfilm) : danseuse
- 1992 : Le Justicier des ténèbres (série TV) : Magda (épisode Parce que j'ai péché)[5]
- 1993 : Secret Service (série TV) : Meehan (épisode Murder for Hire/Don't Bank on It)[6]
- 1993 : Matrix : Miss Lumley (épisode Marked Man)[7]
- 1994 : Monster Force (série d'animation) : voix additionnelles (13 épisodes)
- 1995 : Kung Fu, la légende continue (série TV) : Melanie Parker (épisode Un meurtre mystérieux à Chinatown : La Main empoisonnée)[8]
- 1995 : Tails You Live, Heads You're Dead (téléfilm) : Melanie Quint
- 1995 - 1996 : TekWar (série TV) : lieutenant Sam Houston (13 épisodes)[9]
- 1996 : Moonshine Highway (téléfilm) : Ethel Miller
- 1996 : Relativity (série TV) : Julia Cordoza (épisode Une dernière chose)[10]
- 1996 : Unlikely Angel (téléfilm) : Allison
- 1997 : Frasier (série TV) : Leslie Wellman (épisode La rupture)[11]
- 1997 : The Practice : Donnell et Associés (série TV) : Cindy Lichtman (épisode Paroles de femmes)[12]
- 1998 : Au-delà du réel : L'aventure continue (série TV) : Jennifer Rigny (épisode La boîte noire)[13]
- 1998 - 1999 : Space Hospital (série TV) : docteur Haylen Breslauer (8 épisodes)[14]
- 1999 : The Crow (série TV) : procureur Shaw (épisode Le bouc émissaire)[15]
- 1999 : Little Men (série TV) : Bandit (épisode Three Angry Women)
- 2001 : RoboCop 2001 (mini-série TV) : Sara Cable 4 (4 épisodes)
- 2001 - 2002 : Blue Murder (série TV) : Victoria Castillo (26 épisodes)[16]
- 2002 : Monk (série TV) : Monica Waters (épisode Monk tombe sous le charme)[17]
- 2002 : Doc (série TV) : Sylvia (épisode Le faux patient)
- 2002 : Les Souliers de Noël (téléfilm) : Kate Layton
- 2003 : The Pentagon Papers (téléfilm) : Carol Ellsberg
- 2004 : 24 Heures chrono (série TV) : Rachel Forrester (3 épisodes)
- 2004 : JAG (série TV) : Alicia Montes (2 épisodes)
- 2005 : Terminal City (série TV) : Katie Sampson
- 2006 : For the Love of a Child (téléfilm) : Annie
- 2006 : Engaged to Kill (téléfilm) : Abby Lord
- 2008 : Les Enquêtes de Murdoch (série TV) : Sarah Pensell (3 épisodes)
- 2010 : Bloodletting & Miraculous Cures (mini-série TV) : docteur Miniadis
- 2011 : Lost Girl (série TV) : Donna (épisode L'Appel de l'océan)
- 2012 : Jessica King (série TV) : Abigail Faulkner (épisode Meurtre et vieilles dentelles)
- 2012 : Flashpoint (série TV) : Wendy Travis (épisode Un œil sur tout)
- 2012 : Le Transporteur (série TV) : Blanche Xavier (épisode Confiance aveugle)
- 2013 : Holidaze (téléfilm) : Jen
- 2014 : Hannibal (série TV) : Marion Vega (épisode Hassun)
- 2020 : Hudson et Rex (série TV) : Veronica Kaatchi (épisode Tout un art)
- 2021 : Slasher (série TV) : Annette (2 épisodes)
- 2022 - 2023 : Rosie's Rules (série TV d'animation) : Lili (6 épisodes)